# Ożar
Ożar [ˈɔʐar] Es un pueblo ubicado en el distrito administrativo de Gmina Barlinek, dentro del Condado de Miślibórz, Voivodato de Pomerania Occidental, en el norte de Polonia occidental. Se encuentra aproximadamente a 4 kilómetros al oeste de Barlinek, a 21 kilómetros al este de Myślibórz, y a 60 kilómetros al sureste de la capital regional Szczecin. 
Antes de 1945, el área fue parte de Alemania. Para la historia de la región, vea Historia de Pomerania.